# Titularbistum Uccula
Uccula ist ein Titularbistum der römisch-katholischen Kirche.
Es geht zurück auf einen untergegangenen Bischofssitz in der gleichnamigen antiken Stadt, die in der römischen Provinz Africa proconsularis (heute nördliches Tunesien) lag. Der Bischofssitz war der Kirchenprovinz Karthago zugeordnet.
| Titularbischöfe von Uccula |                         |                                                      |                  |                   |
| Nr.                        | Name                    | Amt                                                  | von              | bis               |
| 1                          | Alphonse Verwimp SJ     | Apostolischer Vikar von Kisantu (Belgisch-Kongo)     | 23. Juni 1931    | 10. November 1959 |
| 2                          | Paul Ch’eng Shih-kuang  | Weihbischof in Taipei (Taiwan)                       | 3. Mai 1960      | 7. Juni 1966      |
| 3                          | Jan Van Cauwelaert CICM | emeritierter Bischof von Inongo (Zaïre)              | 12. Juni 1967    | 12. Oktober 1976  |
| 4                          | Gilles Bélisle          | Weihbischof in Ottawa (Kanada)                       | 11. Mai 1977     | 12. April 1996    |
| 5                          | Richard John Grecco     | Weihbischof in London und später in Toronto (Kanada) | 5. Dezember 1997 | 11. Juli 2009     |
| 6                          | Robert Mutsaerts        | Weihbischof in ’s-Hertogenbosch (Niederlande)        | 15. Juli 2010    |                   |